# Bud Spencer
Bud Spencer, eredeti nevén Carlo Pedersoli (Nápoly, 1929. október 31. – Róma, 2016. június 27.) olasz úszó, vízilabdázó és David di Donatello-díjas színész. Utóbbiként leginkább a Piedone-filmekkel, spagettiwesternekkel és a Terence Hill-lel közös filmjeivel vált ismertté. Pályáját sikeres sportolóként kezdte: ő az első olasz úszó, aki 100 m-es gyorsúszásban egy percen belüli eredményt ért el.
Már életében az európai filmtörténet egyik sokat emlegetett alakja. Filmjei Európa-szerte, azon belül is elsősorban hazájában, Németországban és Magyarországon legendássá váltak, de az Amerikai Egyesült Államokban sem ismeretlenek.

## Életútja

### Sportolói pályafutása

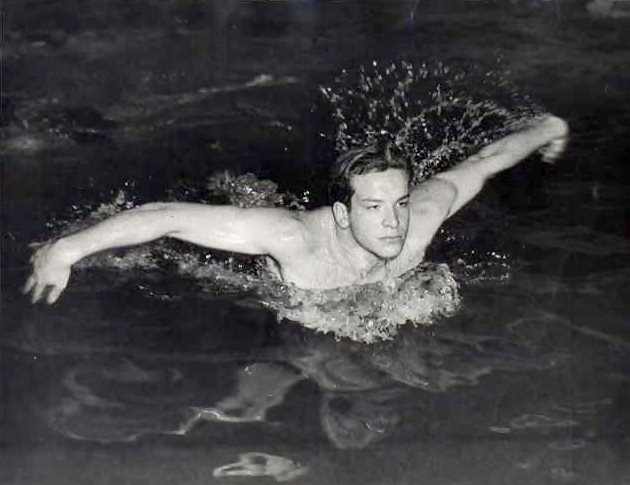
Carlo Pedersoli 1950-ben

Alessandro Pedersoli és Rosa Facchetti fiaként született Nápoly Santa Lucia nevű városrészében.
Anyanyelve tulajdonképpen a nápolyi nyelv, ezt ő maga vallotta is. Albumot is jelentetett meg dalaiból, ahol énekel olaszul és nápolyiul egyaránt. A Piedone Afrikában c. filmben, amikor megkérdezik Piedonét (azaz Spencert), hogy ő olasz-e, azt feleli: Nem, nápolyi vagyok. Olaszországban a filmjeit ezért nápolyiról (és sok esetben az eredeti angolról) olaszra szinkronizálták, a legtöbb esetben Glauco Onorato kölcsönözte a hangját.
Édesapjának akkoriban vasgyára volt a nápolyi kikötőben, de amikor a gyár előtt horgonyzó hajó egy baleset során felrobbant, a vasgyár tönkrement. Nyolcévesen lett tagja a helyi úszóklubnak, ahonnan aztán Rómába igazolt, amikor a család 1943-ban a fővárosba költözött.
Tanulmányi eredményei egészen kimagaslóak voltak, ötévesen volt elsős, majd az ötödik osztályt átugorva került hatosztályos gimnáziumba. Ezután a római egyetem vegyészkara következett (mindössze 16 évesen vált az egyetem hallgatójává), tanulmányait azonban meg kellett szakítania, mert a család 1947-ben elhagyta Olaszországot és Brazíliába költözött. Ő másfél év múlva (1948 végén), míg családja 1950-ben tért haza. Folytatta az egyetemet, bár már nem a vegyészmérnöki, hanem a jogi karon, illetve a sportolást. 1949-ben mellúszásban olasz bajnoki címet nyert, 1950-ben a 100 méteres gyorsúszás bajnoka lett egy perc alatti idővel. Még ebben az évben az olasz vízilabda-válogatottal 4. helyezést ért el az Európa-bajnokságon. Miután aláírta első hollywoodi szerződését, visszavonult a profi sportolástól. A magyar vízilabda-válogatott ellen több alkalommal is játszott, az egyik mérkőzésre Kárpáti György így emlékezett:
Pedersoli még olasz mértékkel mérve is végtelenül jóképű gyerek volt. Sőt! Klassz srác. Magas, karcsú, széles vállú, a szemében örökösen valami vidám fény, a fogsora Odol-reklám. Nemrégiben kapott több éves hollywoodi filmszerződését, számtalan válogatottság után Pesten búcsúzott a vízipólótól. Már a mérkőzés előtt odajött hozzánk:

– Gyerekek, nagyon kérlek benneteket, ma ne bántsatok. Borzasztó lenne, ha összekapcsolt arccal kellene Amerikába utaznom. Ha egy fogamat kivernétek, talán még a szerződésemet is felbontanák.

Gyarmati Dezső, úgyis, mint csapatkapitány, a reális oldaláról fogta fel a dolgot:

– Kérlek, természetesen elintézhetjük az ügyet. Kérdés, mit ér meg neked ez az üzlet?

Pedersoli elcsodálkozott:

– Üzlet?

– Persze. Valamit valamiért, nem igaz?

Már harsányan nevettünk, Pedersoli is észrevette, hogy ugratjuk.

– Hát… ha akarjátok, a banketten majd énekelek nektek. Elhoztam a gitáromat is. Adjam írásban?

Gyarmati Dezső nagyvonalú volt.

– Felesleges. Gentlemanek között vagyunk.

A mérkőzés persze egyetlen lidérces álom volt szegény Pedersoli számára. Körben adogattuk őt magunk között. Úgy intéztük, hogy mind a hat mezőnyjátékos elszórakozhatott vele néhány percet. Az illetőnek a labdával tulajdonképpen nem is kellett törődnie, minden figyelmét Pedersoli fogsorára összpontosíthatta. Úgyszólván másodpercenként repült egy-egy horog, felütés vagy könyök a villogó, gyöngyszerű metszőfogak irányába. Pedersoli a vészreakció állapotában, halálra vált arccal kapkodta a fejét. Az ököl és a könyök azonban mindannyiszor még időben megállt. Egy-két centiméterre az olasz fiú csinos arcától.
Kiváló vízilabdázónk visszaemlékezésével szemben Pedersoli még 1956-ban is szerepelt az olasz válogatottban, nem a Kárpáti György által említett 1955-ös mérkőzés volt számára az utolsó.
16 éves ismeretség után barátnőjével, Maria Amatóval (Giuseppe Amato mozihálózat-tulajdonos lányával) 1960-ban kötöttek házasságot. Ebben az időben dalokat szerzett, szöveget írt, kisebb reklámfilmekben szerepelt, árult autót és festéket is. Három gyermekük született: Giuseppe (1961), Christine (1962) és Diamante (1972).

### Színészi pályafutása
Bár már korábban is szerepelt filmekben – első mozija a Quel fantasma di mio marito volt –, csak első tengerentúli szerződése (az Isten megbocsát, én nem) bírta rá, hogy felhagyjon sportolói pályafutásával, és 1967-ben átköltözzön Amerikába.

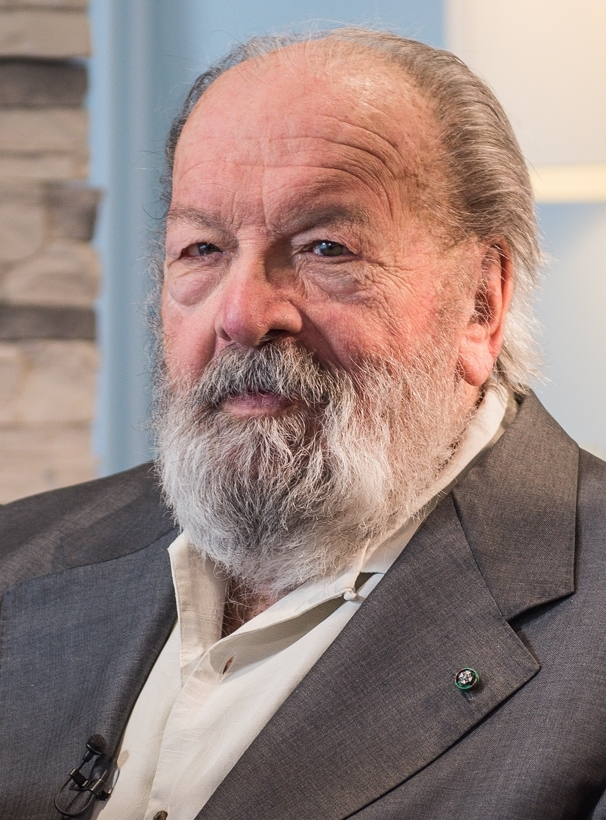
2015-ben

Ennek a filmnek a forgatásán növesztette meg szakállát, és alkotta meg, majd vette fel a Bud Spencer művésznevet. Akkoriban divat volt angolos hangzású művésznevet választani, hogy ezáltal eladhatóbbak legyenek a western típusú filmek. A Spencer nevet egyik kedvelt színésze, Spencer Tracy tisztelete miatt választotta. Választott keresztneve, a "Bud" eredetéről a források eltérően szólnak. Egy verzió szerint termete miatta kapta (a bud rügyet, bimbót jelent), más források szerint kedvenc sörének márkája, a Budweiser, rövidítve Bud után, egy harmadik elmélet szerint már korábban megkapta barátaitól a Buddha becenevet.
Itt ismerkedett meg közelebbről Terence Hill-lel. Korábban Olaszországban egyszer már szerepeltek ugyanabban, mégpedig az 1959-es Hannibal című filmben, akkor még mindketten az eredeti nevükön, de közös jelenetük nem volt. Rögtön a forgatás legelején egy verekedős jelenetet készítettek elő a westernfilmhez, amelyben Spencer és Hill egymásnak esik egy folyó partján. Hill Spencer temetésén elmesélte, hogy ő fürge macskaként mozgott és több ütést leosztott társának, míg annak végül egyetlen nagy ökölcsapással kellett kiütnie. Sokáig töprengtek egy különleges ütési módon. Spencer ötlete volt, hogy Hill vállára mérjen egyet és attól partnere nyomban kidől. Hill nem találta túl viccesnek, ezért annyival kombinálta, hogy a csapás után előbb felkapta a lábát, és csak utána zuhant el. Hill korábban tanúja volt, ahogy a Piazza delle Muse téren lepuskázták a galambokat, és elmondása szerint azok is ilyenformán estek le a lövések következtében. Bud Spencer még több másik verekedős filmjében alkalmazta ezt a népszerűvé és legendássá vált ütési technikát.
1967-től 1985-ig nem kevesebb mint tizenhét filmben szerepeltek együtt, mely számára is meghozta a sikert és az elismerést, valamint legendává emelte a párosukat. 1985-ben mindketten külön utakra tértek: Spencer megalapította saját légitársaságát, a Mistral Airt, melyet később eladott, hogy megvehessen egy gyermekruhákat gyártó textilüzemet, illetve beindíthassa saját étteremláncát Bud Food néven. Közel tíz év múltán, 1994-ben ismét összeállt a páros egy utolsó közös film, a Bunyó karácsonyig leforgatására, ezután útjaik végleg különváltak.
Azóta csak önálló filmjei voltak, egyre kisebb számban, amíg 2003-ban abba nem hagyta a filmezést. 2010-ben tért vissza utoljára az I delitti del cuoco című filmsorozatban, amelyet Magyarországon 2013 elején a magyar RTL II tűzte műsorára Nincs kettő séf nélkül címmel. Budot Papp János szinkronizálta, miután addigi állandó hangjai, Bujtor István és Kránitz Lajos is elhunytak.
Bud Spencer és Terence Hill nem az egyetlen színészpáros az olasz filmgyártásban: az akkori időkben igen divatosnak számított a művészek gyakori párosítása. Spencert és Hillt megelőzően ma is legendásnak számító két szicíliai színész Franco Franchi és Ciccio Ingrassia komikus kettőse több mint harminc évig szórakoztatta a közönséget.
Még sok hasonló próbálkozás született színészpárosok megalkotására (némelyik Spencert és Hillt utánozva bunyós-párosként lépett fel), de ezek az epigonok többnyire messze elmaradnak Franco-Ciccio, vagy a Bud-Terence kettősöktől.
A párosról egy epigon is készült, vélhetően sikereiket próbálták meglovagolni, ami nem ritka az olasz filmeseknél. A hozzájuk hasonló megjelenésű Paul L. Smith és Antonio Cantafora főszereplésével 1975-ben, Guiliano Carnimeo rendezésében: Simone e Matteo: Un gioco da ragazzi, amely leginkább Az angyalok is esznek babot stílusjegyeit követi. A páros filmjeinek gyakori mellékszereplői, mint Claudio Ruffini is megjelennek a filmalkotásban. Hasonló próbálkozások nem történtek a páros utánzására.
Spencer 2005-ben jelöltként indult Lazióban a regionális tanácsnokok választásán a Forza Italia párt színeiben, de alulmaradt vetélytársával szemben.
2010-ben Terence Hill-lel együtt, életművéért elnyerte a David di Donatello-díjat. Önéletrajzi könyve (Bud Spencer: Különben dühbe jövök) ugyanebben az év decemberében megjelent magyarul is.

## Halála és emlékezete
Többször is halálhírét keltették.

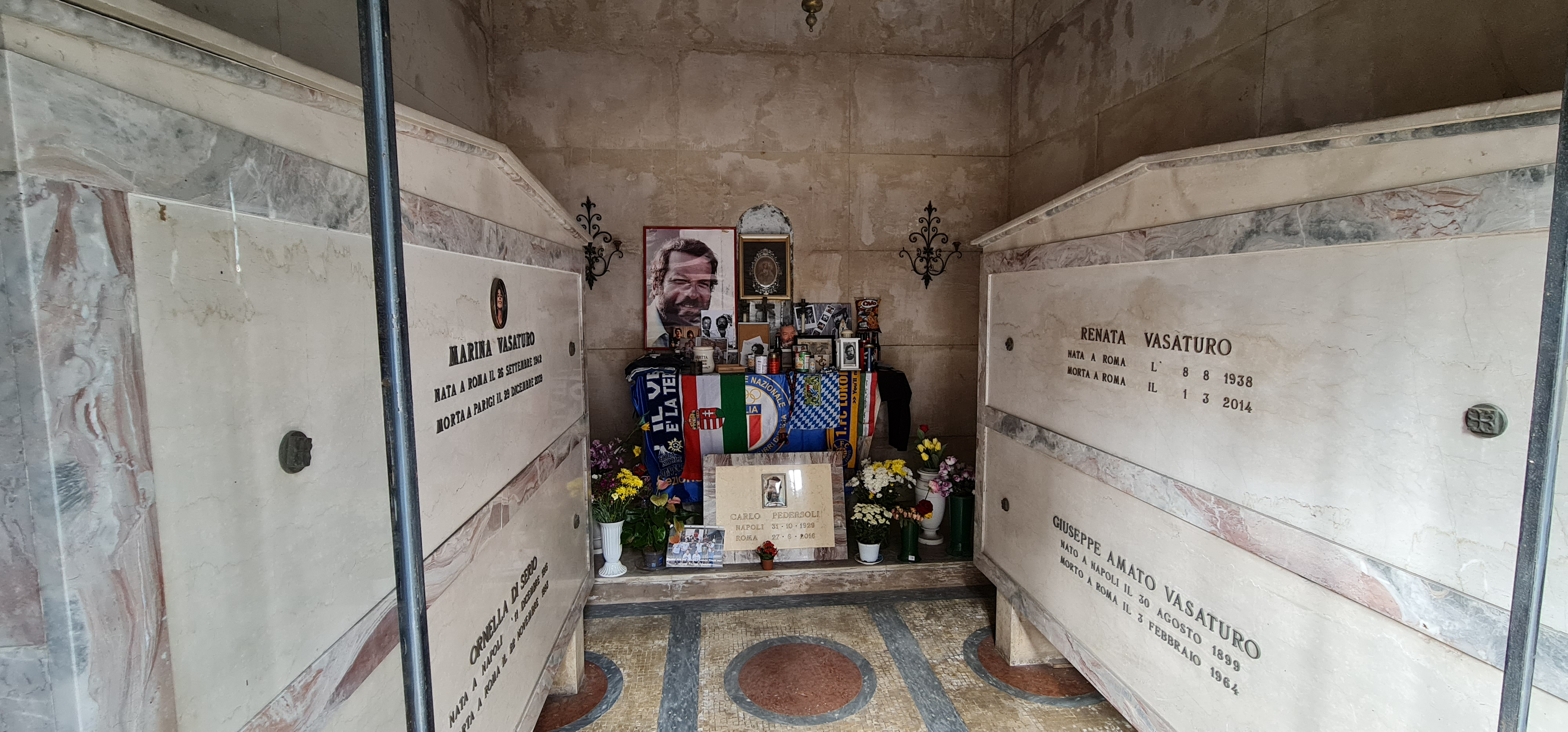
Bud Spencer sírja Rómában, a Verano Monumental Cemetery temetőben.

Fia, Giuseppe Pedersoli jelentette be halálhírét. Azt mondta, 86 éves édesapja nem szenvedett, csendesen ment el 2016. június 27-én, hétfőn, 18 óra 15 perckor. Mielőtt eltávozott, utoljára azt mondta: „Köszönöm”.
Emlékére Budapesten, a Filatorigátnál egy firkafalra a TakerOne becenevű graffitiművész hatalmas portrét festett születési és halálozási évszámával. A munka nagyon népszerű lett, a művész fia és családja is ellátogatott már hozzá, sokan egyfajta zarándokhelyként tekintettek rá, de 2017. április 26-án egy ismeretlen személy feketére festette és René Magritte egyik festményén látható feliratra („Ez nem egy pipa”) utalva rossz franciasággal ráírta: „Ez nem egy emlékfal”.
2017. november 11-én avatták fel a szobrát a Corvin-negyedben.
2018-ban készült el Király Levente rendezésében a Piedone nyomában című, 65 perces magyar portréfilm, ami Bud Spencerről, életéről, életművéről szól. 2019. február 28-tól kezdték vetíteni a magyar mozikban a film bővített, 90 perces moziváltozatát.

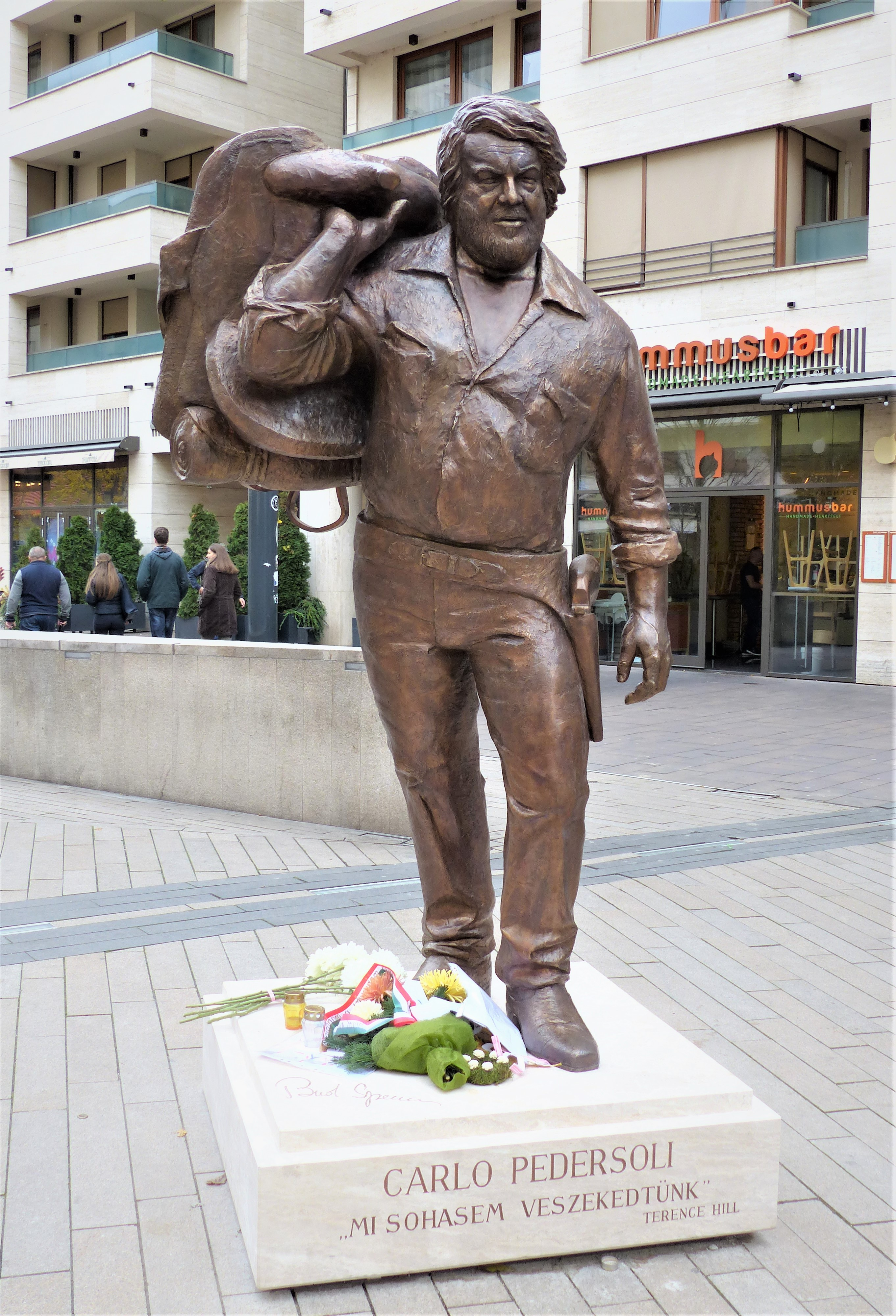
Bud Spencer szobra Budapesten, a VIII. kerületi Corvin sétányon

2021 óta névadója a budapesti III. kerület Kaszásdűlő városrészében található Bud Spencer parknak.
2023 óta viaszfigurája megtalálható a Madame Tussauds Budapest Múzeumban

## Filmjei

### Önálló filmjei[30]
- 1949 - Quel fantasma di mio marito (úszómester)
- 1951 – Quo Vadis? (római katona)
- 1954 – Siluri umani (Magyarországon nem mutatták még be) (Magrini)
- 1955 – Napjaink hőse (Fernando)
- 1957 – Il cocco della mamma (Magyarországon nem mutatták még be) (Oscar)
- 1957 – Búcsú a fegyverektől (katona)
- 1968 – Ezer pofon ajándékba (O'Bannion)
- 1968 – Az utolsó számlát te fizeted (James Cooper)
- 1969 – Ötfős hadsereg (Mesito)
- 1969 – Vesztesek és győztesek (Magyarul még: Isten velünk) (Jelinek)
- 1971 – Négy légy a szürke bársonyon (Gott)
- 1972 – Élet vagy halál (Eli Sampson)
- 1972 – Vadnyugati Casanova (Hiram Coburn)
- 1972 – A maffia markában (Magyarul még: Sötét Torino) (Rosario Rao)
- 1973 – Piedone, a zsaru (Rizzo felügyelő, „Piedone”)
- 1973 – Az angyalok is esznek babot (Charlie Smith)
- 1975 – Piedone Hongkongban (Rizzo felügyelő, „Piedone”)
- 1976 – Zsoldoskatona (Ettore Fieramosca)
- 1977 – Charleston (Charleston)
- 1978 – Piedone Afrikában (Rizzo felügyelő, „Piedone”)
- 1978 – Akit Buldózernek hívtak („Bulldózer”)
- 1979 – Seriff az égből (Hall seriff)
- 1980 – Piedone Egyiptomban (Rizzo felügyelő, „Piedone”)
- 1980 – A seriff és az idegenek (Hall seriff)
- 1980 – Aranyeső Yuccában (Buddy)
- 1982 – Banános Joe (Banános Joe)
- 1982 – Bombajó bokszoló (Bud Graziano, „Bombázó”)
- 1982 – Rabló-pandúr (Alan Parker hadnagy)
- 1986 – Aladdin (Dzsinn)
- 1990 – Fél lábbal a Paradicsomban („Bull” Webster)
- 1997 – A végső határ (Elorza nyomozó)
- 1997 – Fuochi d'artificio (Magyarországon még nem mutatták be) vak énekes
- 1997 – Hárman az örökkévalóságnak (tv-film, országonként más tagolással, Magyarországon két részben) Bops
- 1999 – A szél fiai (Az aztékok bukása) (Quintero)
- 2002 – Atyai pofonosztó (Hope atya)
- 2003 – Dal a bordélyházból (Paravánok mögött dalolva) (Mesélő/kalózkapitány)
- 2008 – Pane e oilo (Laris)
- 2009 – Maffiózó vagyok drágám! (Pepe)

Televíziós produkciói:
- 1988–89 – Az óriási nyomozó (Magyarul még: Big Man) (6 részes sorozat) Jack Clementi
- 1990 – Extralarge (Magyarul még: Mint a buldog) (6 részes sorozat) Jack Costello, „Extralarge”
- 1992-93 – Extralarge II. (6 részes sorozat) Jack Costello, „Extralarge”
- 1995-96 – Őrangyalok (6 részes sorozat) Orso atya alias Bob
- 2010 – Nincs kettő séf nélkül (12 részes sorozat) Carlo Banci

### Terence Hill-lel közös filmek
Felhasznált források:
| Év   | Magyar cím (alternatív magyar cím)                                              | Eredeti cím                         | Szerep                                                      | Magyar hang     | Rendező                  |
| ---- | ------------------------------------------------------------------------------- | ----------------------------------- | ----------------------------------------------------------- | --------------- | ------------------------ |
| 1959 | Hannibál                                                                        | Annibale                            | Rutario                                                     |                 | Carlo Ludovico Bragaglia |
| 1959 | Hannibál                                                                        | Annibale                            | Rutario                                                     | Edgar G. Ulmer  |                          |
| 1967 | Isten megbocsát, én nem (Nincs bocsánat / Bunyó húsvétig)                       | Dio perdona… Io no!                 | Hutch Bessy                                                 | Kránitz Lajos   | Giuseppe Colizzi         |
| 1968 | Bosszú El Pasóban (A Pirinyó, a Behemót, és a Jófiú)                            | Quattro dell'Ave Maria, I           | Hutch Bessy                                                 | Vajda László    | Giuseppe Colizzi         |
| 1968 | Bosszú El Pasóban (A Pirinyó, a Behemót, és a Jófiú)                            | Quattro dell'Ave Maria, I           | Hutch Bessy                                                 | Kránitz Lajos   | Giuseppe Colizzi         |
| 1969 | Akik csizmában halnak meg (Csizmadombi fenegyerek / (Akit nem a guta ütött meg) | La Collina degli stivali            | Hutch Bessy                                                 | Bujtor István   | Giuseppe Colizzi         |
| 1969 | Akik csizmában halnak meg (Csizmadombi fenegyerek / (Akit nem a guta ütött meg) | La Collina degli stivali            | Hutch Bessy                                                 | Kránitz Lajos   | Giuseppe Colizzi         |
| 1970 | Az ördög jobb és bal keze                                                       | They Call Me Trinity                | Bumburnyák                                                  | Bujtor István   | Enzo Barboni             |
| 1971 | Az ördög jobb és bal keze 2.                                                    | Trinity Is STILL My Name!           | Bumburnyák                                                  | Bujtor István   | Enzo Barboni             |
| 1971 | Kalózok háborúja (Blackie, a kalóz / Kalózok kincse / Fekete kalóz)             | Il Corsaro nero                     | Blackie (Fekete) kapitány                                   | Bujtor István   | Lorenzo Gicca Palli      |
| 1971 | Kalózok háborúja (Blackie, a kalóz / Kalózok kincse / Fekete kalóz)             | Il Corsaro nero                     | Blackie (Fekete) kapitány                                   | Kránitz Lajos   | Lorenzo Gicca Palli      |
| 1971 | Kalózok háborúja (Blackie, a kalóz / Kalózok kincse / Fekete kalóz)             | Il Corsaro nero                     | Blackie (Fekete) kapitány                                   | Csurka László   | Lorenzo Gicca Palli      |
| 1971 | Kalózok háborúja (Blackie, a kalóz / Kalózok kincse / Fekete kalóz)             | Il Corsaro nero                     | Blackie (Fekete) kapitány                                   | Gesztesi Károly | Lorenzo Gicca Palli      |
| 1972 | Mindent bele, fiúk! (Gyémántvadászok)                                           | Più forte, ragazzi!                 | Salud                                                       | Kránitz Lajos   | Giuseppe Colizzi         |
| 1972 | Mindent bele, fiúk! (Gyémántvadászok)                                           | Più forte, ragazzi!                 | Salud                                                       | Bujtor István   | Giuseppe Colizzi         |
| 1974 | Különben dühbe jövünk                                                           | ...altrimenti ci arrabbiamo!        | Ben                                                         | Bujtor István   | Marcello Fondato         |
| 1974 | Különben dühbe jövünk                                                           | ...altrimenti ci arrabbiamo!        | Ben                                                         | Kránitz Lajos   | Marcello Fondato         |
| 1974 | Fordítsd oda a másik orcád is! (Morcos misszionáriusok)                         | Porgi l'altra guancia               | Pedro atya                                                  | Bujtor István   | Franco Rossi             |
| 1977 | Bűnvadászok                                                                     | I due superpiedi quasi piatti       | Wilbur Walsh                                                | Bujtor István   | Enzo Barboni             |
| 1978 | …és megint dühbe jövünk                                                         | Pari e dispari                      | Charlie Firpo                                               | Bujtor István   | Sergio Corbucci          |
| 1979 | Én a vízilovakkal vagyok                                                        | Io sto con gli ippopotami           | Tom                                                         | Bujtor István   | Italo Zingarelli         |
| 1981 | Kincs, ami nincs (Aki barátot talál, kincset talál!)                            | Chi trova un amico, trova un tesoro | Charlie O’Brien                                             | Bujtor István   | Sergio Corbucci          |
| 1983 | Nyomás utána!                                                                   | Nati con la camicia                 | Doug O’Riordan / Mason ügynök                               | Vajda László    | Enzo Barboni             |
| 1983 | Nyomás utána!                                                                   | Nati con la camicia                 | Doug O’Riordan / Mason ügynök                               | Bujtor István   | Enzo Barboni             |
| 1984 | Nincs kettő négy nélkül                                                         | Non c'è due senza quattro           | Greg Wonder / Don Antonio Coimbra de la Coronilla y Azevedo | Bujtor István   | Enzo Barboni             |
| 1985 | Szuperhekusok                                                                   | Poliziotti dell’ottava strada       | Steve Forest                                                | Bujtor István   | Bruno Corbucci           |
| 1994 | Bunyó karácsonyig                                                               | Botte di Natale                     | Moses                                                       | Bujtor István   | Terence Hill             |

## Magyar hangjai
- Bujtor István – a kettejük közti külső hasonlóság miatt kézenfekvő választás volt Spencer szinkronizálására. Főképp a MOKÉP és az MTV által forgalmazott filmekben hallhatjuk az ő hangját. Ha egy filmnek több magyar szinkronja is van, a rajongók számára a vele készült változat az „igazi”. Közmegelégedésre a DVD-kiadásokra többnyire ezek is kerültek fel, a rajongók sajnálatára viszont a kilencvenes évek közepén felhagyott a szinkronizálással. A külső hasonlóságot kihasználta az Ötvös Csöpi-filmekben is, melyeket a Piedone magyar változatának tekinthetünk. A 2005-ös Napló interjúban szinkronizálta utoljára.
- Kránitz Lajos – a kilencvenes évektől kezdve szintén gyakori magyar hangja volt, elsősorban kereskedelmi tévék és videóforgalmazók számára készült szinkronokban. Akadnak köztük újraszinkronizált filmek, de olyanok is, amelyeket eredetileg feliratosan mutattak be és csak később készült hozzájuk szinkron (Az angyalok is esznek babot, Piedone Afrikában, Sheriff az égből), illetve amelyeket eleve az ő hangjával ismert meg a magyar közönség (Banános Joe, Rabló-pandúr, Isten megbocsát, én nem!, Extralarge – 1. évad, Ezer pofon ajándékba, Vadnyugati Casanova, A szél fiai, Atyai pofonosztó). A DVD-kiadásokon többnyire akkor hallható a hangja, ha az az egyetlen magyar változat, illetve a Piedone-filmeknél mindkét szinkron választható. A 90-es években Bujtor külföldön tartózkodott. A szinkronstúdiók felkérték szinkronizálásra, de ő ezt visszautasította azzal a szándékkal, hogy nem fog hazajárni Bud Spencer filmeket szinkronizálni. Mivel Kránitz VHS kiadványoknál már szinkronizálta Bud-ot, a stúdiók őt kérték fel a további együttműködéshez. Egyszer fel is kereste Újréti Lászlót, mit szól az ötlethez. Nem akarta elvállalni, mert tudta, hogy Bud Spencer Bujtorhoz tartozik. Újréti erre azt válaszolta: „Ha te nem vállalod, keresni fognak mást”.
- Ujlaki Dénes – néhány mellékszerepben (Vesztesek és győztesek, Hárman az örökkévalóságnak), illetve idősebb korában készült filmben (Őrangyalok, A szél fiai, Hárman az örökkévalóságnak, Dal a bordélyházból) szinkronizálta a színészt.
- Papp János – néhány kései filmjében szinkronizálta: A végső határ, A szél fiai, Maffiózó vagyok, drágám, Nincs kettő séf nélkül. Az MTV decemberben készített Carlo Pedersoliról riportfilmet, ahol Papp János hangján szólalt meg, illetve az Atyai pofonosztó c. filmben kölcsönözte a hangját, melyet Remény atya címmel a FilmBox készített. Az MTVA 2014-ben készített Jónak lenni jó! című műsorában is ő kölcsönözte a hangját a riportnál.
- Gruber Hugó – a Bombajó bokszolóban ő volt a magyar hangja.
- Vajda László – a Bosszú El Pasóban eredeti szinkronjában, valamint a Nyomás, utána! egyik kevéssé ismert videóváltozatában szinkronizálta.
- Gesztesi Károly – a Kalózok kincse A második MTV által készített szinkronjában adja hangját míg, az első eredeti szinkronban Bujtor István és Kalózok háborúja címmel vetítették eredetileg.
- Csurka László – a Kalózok háborúja c. filmhez a Duna TV is készített egy szinkron-verziót Fekete kalóz címmel (ezt vetítette a TV2 is), melyhez magyar hangnak Csurka Lászlót szerződtették.
- Turi Bálint – az Ötfős hadsereg c. film első szinkronváltozatában egyetlenegyszer.
- Faragó András – A szél fiai c. filmben egyetlenegyszer, melyet Az aztékok bukása címmel készített a Pannonia Sound System.
- Törköly Levente – Az Ötfős hadsereg című film második szinkronváltozatában egyetlenegyszer.

## Magyarul megjelent művei
- Különben dühbe jövök. Önéletrajz; közrem. Lorenzo de Luca, szerk. David de Filippi, ford. V. Pánczél Éva; Nyitott Könyvműhely, Bp., 2010
- 80 év alatt a Föld körül. Önéletrajzom második része; közrem. Lorenzo de Luca, ford. Malyáta Eszter; Libri, Bp., 2014
- Eszem, tehát vagyok. Étel- és életreceptek; közrem. Lorenzo De Luca, ford. Malyáta Eszter; Libri, Bp., 2015

## Róla szóló könyvek magyarul
- Tobias Hohmann: Bud Spencer & Terence Hill krónikák; ford. Váradi Csilla; Wiamfilm Kft., Bp., 2013
- Bud Spencer & Terence Hill sztori; szerk. Francesco Carrà, ford. Ónodi Csilla; Vintage Media, Bp., 2015 (Bud Spencer, Terence Hill gyűjtemény)
- Bud Spencer & Terence Hill anekdoták; szerk. Marcello Gagliani, ford. Juhos Zsolt; Vintage Media, Bp., 2016 (Bud Spencer, Terence Hill gyűjtemény)
- Király Levente: Piedone nyomában. Hihetetlen történetek Bud Spencertől; Macro-Media, Bp., 2019
- Cristiana Pedersoli: Apám, Piedone; ford. Elekes Rita; Libri, Bp., 2019
- Király Levente: Hasonmások - Hihetetlen történetek Bujtor Istvánról és Bud Spencerről; Álomgyár Kiadó, Bp., 2020

## Díjak, elismerések
- 1975 Bambi Awards – Győztes: Bambi Díj
- 1990 Giffoni Film Fesztivál – Győztes: François Truffaut Díj
- 1996 Giffoni Film Fesztivál – Győztes: François Truffaut Díj
- 2004 Jelölés: Ezüst Szalag díj
- 2010-ben egész életművéért elnyerte a David di Donatello-díjat[31]